# Flatnefr-ætt
Flatnefr-ætt fue una dinastía muy influyente de Caithness, un clan familiar de origen noruego durante la Era vikinga. El origen de la dinastía se remonta a mediados del siglo IX cuando aparece en la escena política Ketil Björnsson dominando gran parte de los territorios vikingos de las Islas del Norte y Mann durante un breve pero intenso periodo.
La saga Eyrbyggja ya le menciona como caudillo de Mann hacia 850, pero es una afirmación de una fuente disputada entre historiadores. Sin embargo las citas históricas más tempranas se remontan a 867 cuando se cita a Ketil como vasallo de Ivar el deshuesado. El Gran ejército pagano, en 865 invade las Islas Británicas, Ketil aparece como comandante de un contingente de guerreros de reino vikingo de Mann. Aunque la mayor parte de los combates tuvo lugar en Estanglia y el reino de Mercia, el ejército de Ketil permaneció al norte de Solway Firth durante el conflicto, en gran parte saqueando tribus en el Reino de Strathclyde.

## Breve hegemonía de la dinastía Flatnefr
Tras la muerte de Ivar Ragnarsson en 877, su hijo Barid no pudo mantener las Suðreyjar (Hébridas), perdiendo tanto los territorios de Flatnefr como Argyll. Después de ganar la guerra de independencia de Mann contra Barid, Bjorn Ketilsson se coronó rey de Mann. Su hermano Helgi bjóla Ketilsson le sucedió en el trono y lideró exitosas guerras de conquista en Irlanda del Norte y el antiguo reino de Suðreyjar. 
Tras la traición de los caudillos escoceses que asesinaron a Thorstein el Rojo, el clan perdió poder e influencia, un fracaso por establecer una dinastía propia, aunque es indudable que la influencia escandinava en los topónimos sugiere que llegaron a ser mayoría de población en la región. Prácticamente todo el clan apostó entonces por la colonización de Islandia.